# Сераделла
Сераде́лла (лат. Ornithopus) — род травянистых растений подсемейства Мотыльковых (Faboideae) в составе семейства Бобовые. Плоды имеют сходство с птичьей лапой, отчего сераделла имеет ещё название Птиценожка. Название «Сераделла» происходит от порт. serradela и исп. serradella (порт. serreado, исп. serrado — «зубчатый, зазубренный»).

## Ботаническое описание
Всего в роду сераделла известно 8 видов; из них один вид — Сераделла посевная (лат. Ornithopus sativus) — имеет кормовое значение в России, также используется как медонос и зелёное удобрение. Как кормовые культуры разводятся ещё и другие виды сераделлы, с жёлтыми цветками Ornithopus compressus L. и с желтоватыми Ornithopus ebracteatus Brotero.
Сераделла посевная — однолетнее травянистое растение с сильно развитой корневой системой (стержневой корень уходит в глубину на 125 см и более), дикорастущее в приморских местах Пиренейского полуострова (Португалия, Испания) и в северо-западной Африке. Окультурена в конце XIX — начале XX века. При достаточном увлажнении разводится иногда по пескам и суглинкам; на удобренных почвах и с семенами, обработанными нитрагином, обладает высокой урожайностью. Цветёт в июне — июле и приносит розоватые цветки, собранные по 4—7 в кисти. Цветок типа мотыльковых; зубцы чашечки равны её трубочке; венчик крупный (до 1 см); лодочка тупая. Стебли сильноветвящиеся, приподнимающиеся, простые, до 30—60 см высоты, легкополегающие, в молодости почти серо-зелёные, волосистые, в старости голые и жёлто-зелёные. Листья непарноперистые, с 5-20 парами удлиненно-ланцетных листочков. Плоды — бобы, прямостоячие с перетяжками между семенами, распадающиеся на членики, служащие посевным материалом. Семена мелкие, созревают неравномерно, имеют сплюснутый вид.

## Особенности разведения в культуре

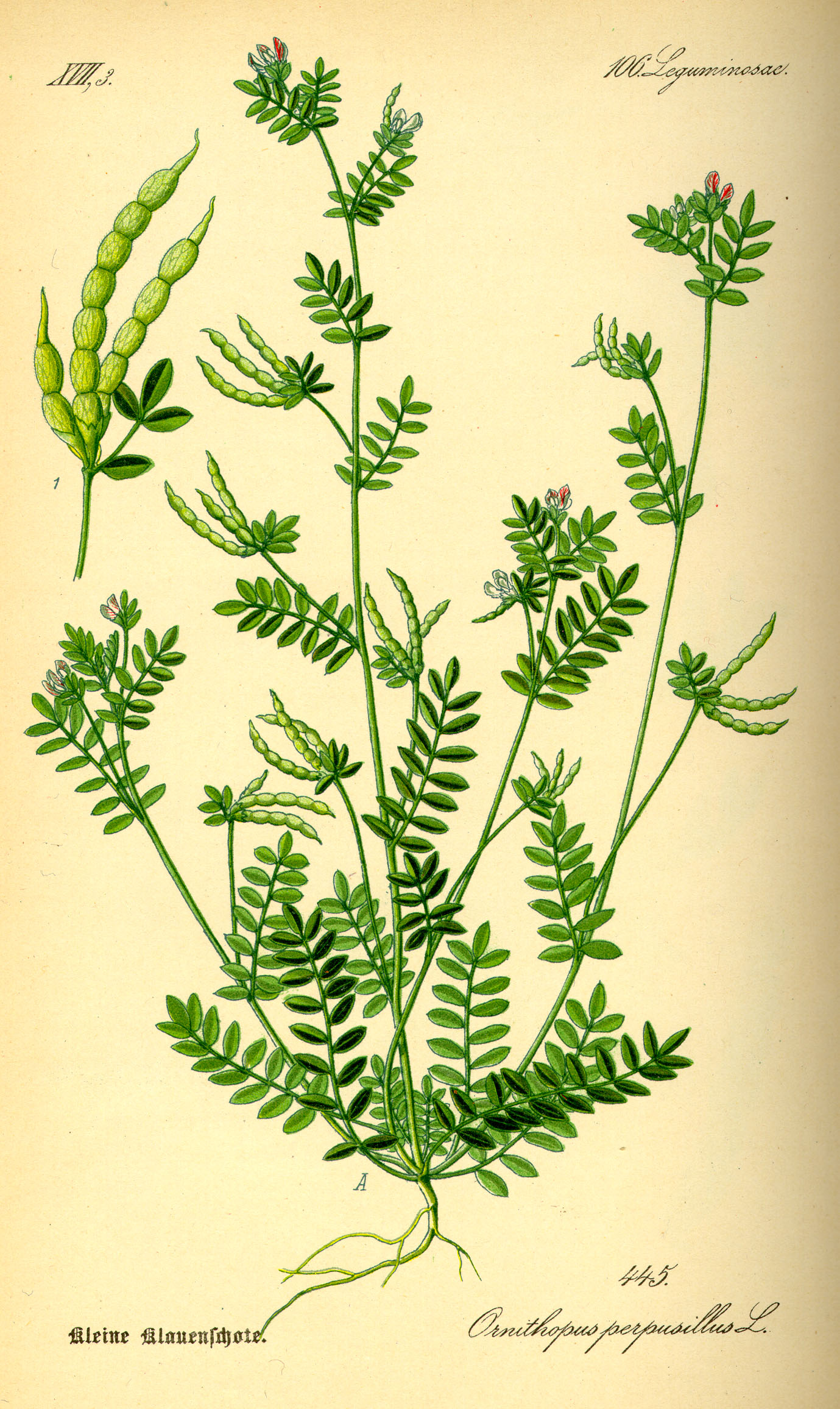
Ornithopus perpusillus.

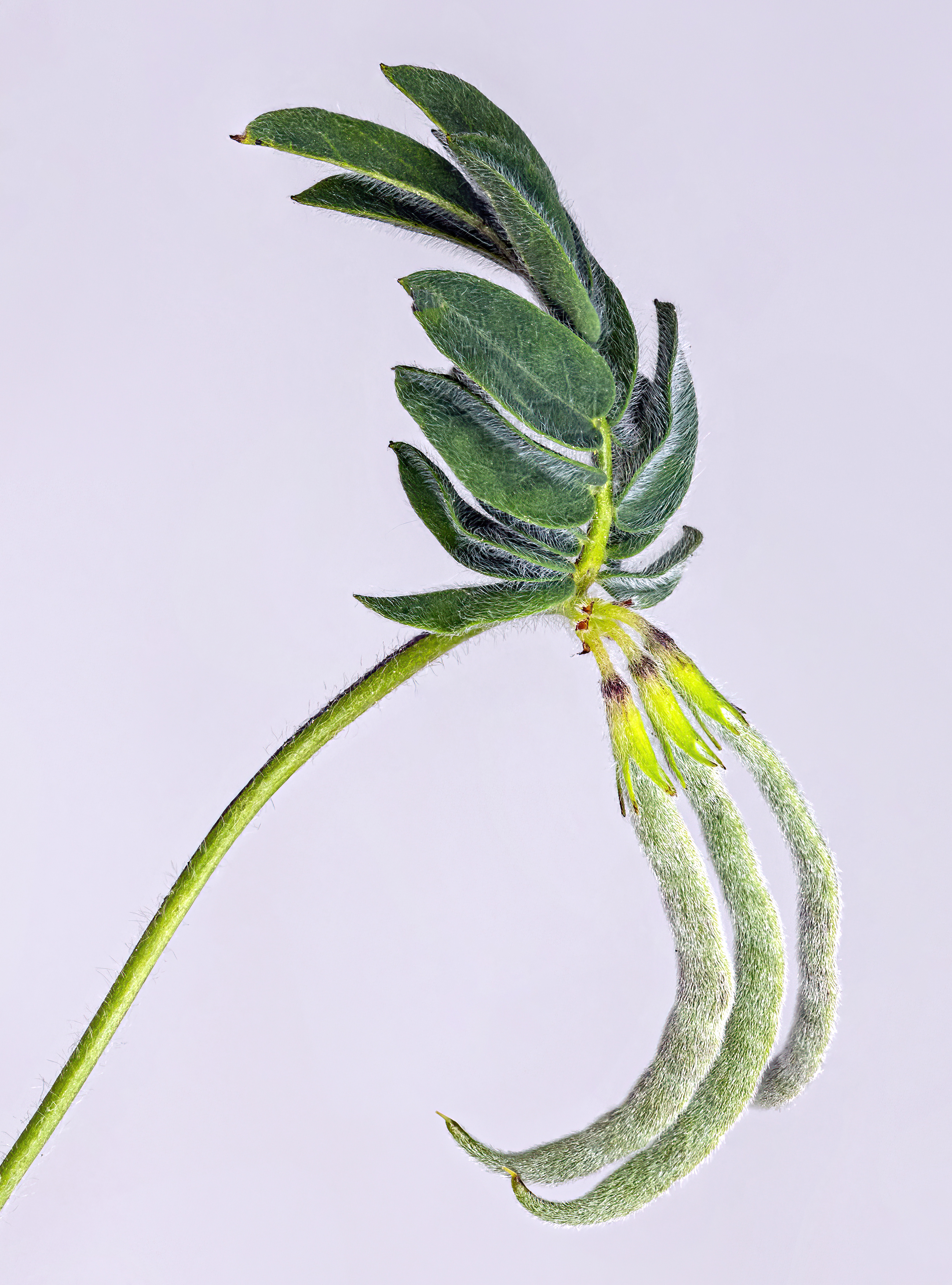
Внешний вид плодов, давших название роду

При выращивании сераделлы обращают внимание на чистоту почвы от сорных трав, от которых растение сильно страдает, так как вначале развивается очень медленно. Разводится сераделла или в смеси с другими кормовыми растениями (виковой мещанкой, люпинами), или чистым посевом. В последнем случае самое благоприятное для сераделлы в севообороте место — после пропашных растений, затем — после хлебных растений (при хорошей обработке). Лучшим покровным растением для сераделлы считается озимая рожь, допускающая более ранний посев и не задерживающая вследствие ранней уборки развития сераделлы. При соответствующих родине сераделлы климатических, также почвенных условиях, то есть при возделывании сераделлы на почвах лёгких, свободных от сорных трав и не страдающих от недостатка влаги, посев травы под озимую рожь представляется лучшим способом её культуры. В этом случае сераделла, не требуя особых расходов по обработке почвы и не истощая сильно последней, даёт, смотря по местным сельскохозяйственным условиям (хороший подножный) зелёный или силосованный корм или отличное зелёное удобрение для последующих культур. В Германии сераделла главным образом используется как промежуточное растение между двумя колосовыми хлебами. Быстро отрастает после покоса, из-за чего удобна для последующего выпаса скота.
Посев происходит ранней весной. Зацветает на 40-45 день, цветение длится всё лето. В среднем урожай сераделлы достигает: зелёной массы 200—300 центнеров с гектара, при норме высева 40-50 кг/га. Очень высоко сераделлу ценят в качестве кормового растения. И сено, и сырая трава её представляют богатые белками нежные и не содержащие в себе каких-либо горьких веществ корма. В этом отношении сераделла не только не уступает красному клеверу, но и превосходит его тем, что высшая питательность её зелёной массы сохраняется несколько дольше, именно до конца цветения. На 100 кг зелёной массы приходится 15,3 кормовых единиц и содержится 2,7 кг усвояемого протеина.

## Список видов
- Ornithopus compressus L. — Сераделла сжатая
- Ornithopus micranthus (Benth.) Arechav.
- Ornithopus perpusillus L. — Сераделла маленькая
- Ornithopus pinnatus (Mill.) Druce
- Ornithopus sativus Brot. — Сераделла посевная
- Ornithopus uncinatus Maire & Sam.